# François Charles Labbé de Vouillers
Pour les articles homonymes, voir Labbé.
François Charles Labbé de Vouillers, né le 8 août 1737, mort le 2 septembre 1821 à Éclaron (Haute-Marne), est un général de brigade de la Révolution française.

## États de service
Il entre en service en 1755, dans l’armée royale. Il est nommé colonel le 25 juillet 1791, au 5e régiment d’infanterie. Il est promu général de brigade 22 juillet 1792, et il prend les fonctions de chef d’état-major le 29 août 1792, à l’armée du Nord, puis à l’armée des Ardennes.
Le 24 mars 1793, il commande l’avant-garde de l’armée du Nord, et le 5 avril suivant il émigre en Autriche avec le général Dumouriez, puis il se met au service des Bourbons.
Il est autorisé à rentrer en France en 1806.
Le 28 janvier 1814 Napoléon de passage à Éclaron, se rend dans sa demeure pour se reposer et attendre la fin du passage de ses troupes sur le pont du village.

## Sources
- (en) « Generals Who Served in the French Army during the Period 1789 - 1814: Eberle to Exelmans »
- (pl) « Napoléon.org.pl »